# Pachymelania byronensis
Pachymelania byronensis е вид коремоного от семейство Thiaridae.

## Разпространение
Видът е разпространен в Бенин, Гана, Гвинея, Камерун, Кот д'Ивоар, Либерия, Нигерия, Сиера Леоне и Того.